# Cryptocarya subbullata
Cryptocarya subbullata är en lagerväxtart som beskrevs av André Joseph Guillaume Henri Kostermans. Cryptocarya subbullata ingår i släktet Cryptocarya och familjen lagerväxter. Inga underarter finns listade i Catalogue of Life.